# George Shrinks
George Shrinks (no Brasil e em Portugal, O Pequeno George) é uma série de desenho animado infantil do canal estadunidense PBS. No Brasil foi transmitido pelo canal aberto da TV Cultura do dia 30 de junho de 2008 até o dia 27 de março de 2010. Em Portugal, foi transmitido pelo Canal Panda.

## Enredo
George Shrinks tem dez anos. Quem o vê pela primeira vez, acha que ele é pequeno demais para sua idade. Acontece que ele é realmente pequeno para sua idade. Afinal, só mede 7,5 centímetros. George não se importa de ser pequeno, na verdade ele gosta do desafio. E, felizmente, sua vida é cheia deles, tanto divertidos como assustadores.
George enfrenta cada dia com confiança, criatividade e otimismo.É muito divertido viver na casa dos Shrinks. Com um irmão caçula grande chamado Júnior, a vida nunca é parada. Como seu pai é músico e sua mãe é artista, sempre acontecem coisas novas e empolgantes.
Baseado em ilustrações de William Joyce, escritor e ilustrador premiado, George Shrinks traz uma série de episódios com meia hora de duração, que animam espectadores jovens e suas famílias. Também ensina o valor de ver sempre o lado positivo das coisas, não importa se o problema é grande ou pequeno.

## Personagens
- George Bernard Shrinks - Protagonista da série. Um menino de 10 anos e 8 centímetros (mais ou menos do tamanho de um rato) bastante aventureiro. Ele mora em casa com seus pais Harold e Perdita e seu irmão caçula Júnior. Caracteriza-se como um bom garoto que sempre se arrisca ao tentar ajudar seus amigos quando estão com problemas. George também possui um veículo chamado Zoopercar que o permite locomover-se com mais facilidade. Sua melhor amiga é a sua vizinha Becky que sempre o acompanha na maioria das aventuras.
- Júnior Shrinks - Irmão caçula de George. Um bebê de mais ou menos 2 anos bastante ingênuo que vive tentando ajudar o irmão nas aventuras, mas sempre acaba causando confusões. Seu brinquedo favorito é Weedy, um pato robótico de brinquedo apesar de que em alguns episódios Weedy ser um patinho de borracha.
- Becky Lopez - Melhor amiga de George. Uma garota também de 10 anos, mas com uma estatura normal que mora vizinho a George e sempre o acompanha na maioria de suas aventuras. George conheceu Becky ao juntos salvarem um bebê passarinho de virar comida da gata Faísca.
- "Pai" Harold Shrinks - Pai de George. Trabalha como músico de jazz, apesar de não ser tão bom assim e possui um grande senso de humor muitas vezes se fazendo de bobo.
- "Mãe" Perdita Shrinks - Mãe de George. Trabalha como artista plástica especializada em artes modernas apesar de seus filhos não compreenderem suas obras.
- Faísca Tangerina - Uma gata terrível vivente na vizinhança de George, muitas vezes vista como a antagonista da série.
- Tia Eunice - Tia de George e Júnior, irmã de Harold e cunhada de Perdita. Passa maior parte do tempo viajando pelo mundo e muitas vezes aparece como babá para George e Júnior. No começo ela não tinha confiança em George e o tratava feito um bebê, mas até ver ele consertar seu bonsai "Maurice", que havia sofrido um acidente, ela passou a ter mais confiança nele.

## Dubladores
- Leonardo Caldas como George
- Rita Samuade como Junior
- Isabel de Sá como Mãe
- Sérgio Moreno como Pai
- Adriana Pissardini como Becky